# 笑福亭伯枝
笑福亭 伯枝（しょうふくてい はくし、本名：白江 修、1961年4月22日 - ）は大阪市旭区清水出身在住の落語家。出囃子は『白妙』。松竹芸能所属。既婚、子あり。

## 来歴・人物
実家はペンキ屋で、父は塗装業。
1982年10月1日に6代目笑福亭松鶴に入門。
1986年、第7回ABCお笑い新人グランプリ新人賞を受賞。
2008年9月22日から1週間ママチャリのみで滋賀県の琵琶湖を1周しながら各地で落語会を開いた。
2019年2月19日、人生初の手術。以降、禁酒、禁チョコ、禁アイス。後に、進行性直腸癌ステージⅢを公表。
現在は京都放送「さんさんわいど滋賀 wish」に出演中。他にも滋賀県下の放送局のみで放送される県政CM「世界人権宣言編」「インターネット人権編」にも出演中。
現在、和泉市シティプラザにて～月一度ワンコイン寄席を開催している。
過去には京都放送「仁鶴の日曜思い出メロディー」、ABCラジオ「浪花座ごきげんラジオ」等にレギュラー出演した。
得意ネタは「へっつい盗人」他。
大阪工業大学高等学校では柔道部で、大阪府私学総合大会の団体戦で大将を務め3位。
追手門学院大学では、落研。

## 出演
- さんさんワイド滋賀
- さんさんワイド滋賀wish
- 稲枝駅新駅舎オープンイベント - 漫談
- 晃一伯枝のあなたらしく自分らしく